# ヨークタウン (ミサイル巡洋艦)
ヨークタウン(USS Yorktown, DDG-48/CG-48)は、アメリカ海軍のミサイル巡洋艦。タイコンデロガ級ミサイル巡洋艦の2番艦。艦名はアメリカ独立戦争のヨークタウンの戦いにちなみ、その名を持つ艦としては5隻目。

## 艦歴
1984年7月4日にバージニア州ヨークタウンで就役した。イージス防衛システムが搭載された艦として、ヨークタウンは各種の耐用試験が繰り返された。
ヨークタウンの最初の配備は1985年8月から1986年4月まで行われ、その間の活動にはアキレ・ラウロ号事件への対応、2度の黒海哨戒、リビア沖での作戦活動が含まれる。

1988年、スプルーアンス級駆逐艦「カロン」と共に黒海のソビエト連邦領海に侵入し、ソ連海軍のクリヴァク型フリゲート「ベズザトヴェートヌィイ」により体当たり攻撃を受け、ハープーンの発射装置に損害を受けた。
1996年からアメリカ海軍主導によるスマートシップ・プログラムに参加。
1997年9月21日バージニア州ケープ・チャールズ沿岸を航行中に、乗組員がデータベースフィールドに0を入力したために艦に搭載されていたRemote Data Base Managerでゼロ除算エラーが発生し、ネットワーク上の全てのマシンのダウンを引き起こし2時間30分にわたって航行不能に陥った。
これは搭載されていたWindows NT 4.0そのものではなくアプリケーションによって引き起こされたものだったが、オペレーティングシステムの選択への批判が続いた。
2004年12月3日に退役した。